# Merwede

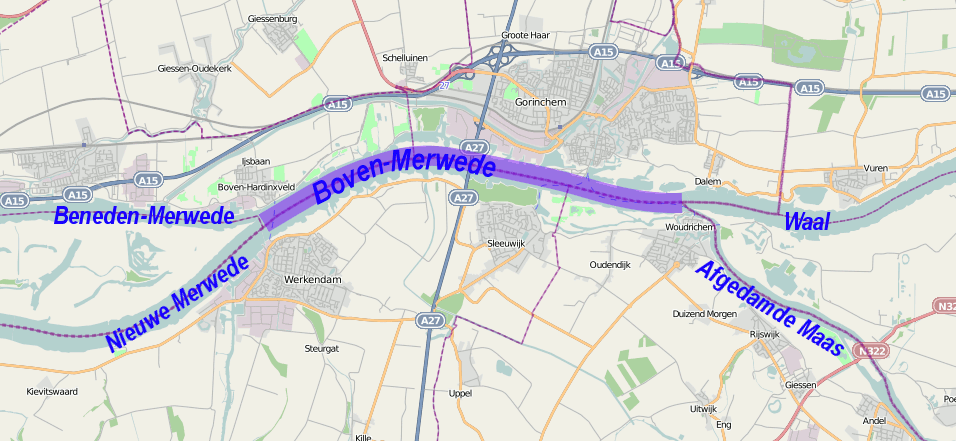
Verlauf der Boven-Merwede

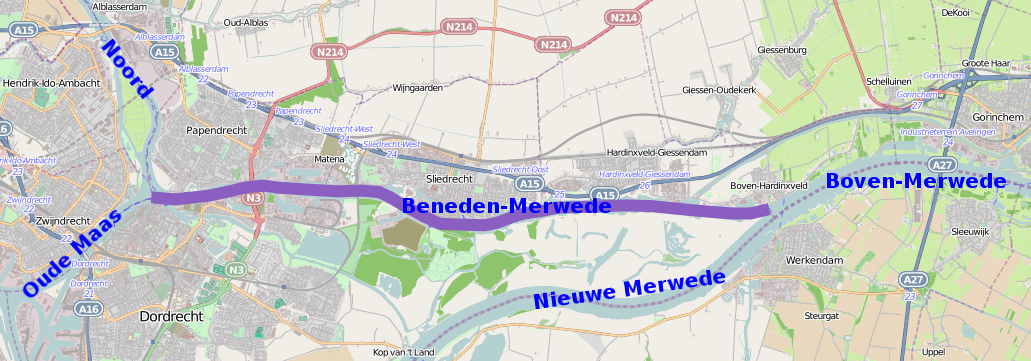
Verlauf der Beneden-Merwede

Die Merwede (manchmal auch Mervede geschrieben) ist der heutige Unterlauf der Waal, des südlichen Rheinarms im Rhein-Maas-Delta in den Niederlanden.
Sie bildet die Grenze der Provinzen Zuid-Holland und Noord-Brabant. Die Merwede ist etwa 25 km lang und für alle gängigen Binnenschiffe und Schubverbände befahrbar.
Von Schloss Loevestein bei Woudrichem, wo vor der 1904 bei Andel erfolgten Abschnürung die Maas einmündete, wird sie mit „Boven-Merwede“ (deutsch Obere Merwede) bis Werkendam und von dort bis Dordrecht mit „Beneden-Merwede“ (deutsch Untere Merwede) bezeichnet. Bei Gorinchem münden von Norden die Linge und der Merwede-Kanal. Zwischen oberer und unterer Merwede zweigt nach Südwesten die Nieuwe Merwede ab, die rechts neben der Bergse Maas in das Hollands Diep, dem inneren Ende der Nordsee-Meeresbucht Haringvliet mündet.
Über die Merwede verlaufen flussabwärts von Ost nach West die folgenden Brücken:
- Merwedebrücke bei Gorinchem (A27) (gebaut 1959/1961)
- Baanhoekbrücke (Bahnstrecke Elst–Dordrecht) (gebaut 1885, erneuert 1978–1983)
- Merwedebrücke Papendrecht (N3) (gebaut 1967)

Über die Merwede werden zwei Doppelendfähren des Typs Urban Sprinter 100 im Fährverkehr eingesetzt.
Gegenüber von Dordrecht bildet die Noord eine Verbindung nach Norden, um sich bei Krimpen aan de Lek mit dem Lek, einem nördlich gelegenen Rheinarm zu vereinigen. Beide durchfließen gemeinsam als Nieuwe Maas den Hafen Rotterdam und münden über den Nieuwe Waterweg bei Hoek van Holland in die Nordsee. In Dordrecht zweigt außerdem nach Westen noch die Oude Maas ab, die nach 30 km ebenfalls im Hafengebiet Rotterdam in die Nieuwe Maas fließt, und nach Süden der Dordtse Kil, der wiederum in das Hollands Diep mündet.